# Tønsåsen batteri
Die Tønsåsen batteri ist eine ehemalige norwegische Batteriestellung, die in den Jahren von 1899 bis 1902 in Tønsåsen in Stjørdal östlich des Flughafens Trondheim gebaut wurde. 
Hintergrund für die Errichtung waren die zunehmenden Spannungen zwischen Norwegen und Schweden, die schließlich mit der Auflösung der Union mit Schweden im Jahr 1905 endete. Als einzige Position in Nordenfjell wurde die Batterie als vorbereitete Position für die Positionsartillerie gebaut. Die Hauptrichtung der Batterie ist nach Osten gerichtet und sollte das Vorrücken nach Stjørdalen verhindern.
Im Jahr 2017 erwarb die Kommune Stjørdal die Tønsåsen batteri, um sie im Sinne des Natursports (norwegisch friluftsliv) der Allgemeinheit zur Verfügung zu stellen. Zwölf Jahre zuvor war ein ähnliches Vorhaben bereits an den norwegischen Streitkräften gescheitert.